# Ida Silfverberg
Ida Silfverberg (1834-1899) était une peintre finlandaise qui a peint en Allemagne, en France et en Italie. Elle est connue comme copiste et portraitiste ainsi que pour ses scènes de genre. 

## Biographie

### Jeunesse et formation
Ida Silfverberg est née à Helsinki le 23 janvier 1834. Elle a commencé ses études à l'âge de 13 ans sous la direction de Johan Erik Lindh (en) puis Berndt Godenhjelm. À l'âge de 15 ans, elle réalise des copies de peintures à l'exposition de la l'Association des arts de Finlande en 1849. Dans les années 1850, elle passe 2 ans à Dresde pour étudier. Durant ces années en Allemagne, Ida Silfverberg refuse de porter la crinoline car ce type d'habit est peu confortable, en particulier dans son travail de peintre. Lorsqu'elle retourne à Helsinki en 1859, elle réalise que le marché est saturé, il y a peu de demandes et de grands noms occupent déjà la place : Magnus von Wright, Johan Erik Lindh, Berndt Abraham Godenhjelm et Erik Johan Löfgren. Silfverberg tente alors de se faire portraitiste à Turku pour subvenir à ses besoins mais sans succès. À la mort de son père en 1861, Ida Silverberg, toujours célibataire, part s'installer à Dresde avec sa mère.

### À Dresde
Dans les années 1860, l'Allemagne est le pays qui attire les femmes artistes nordiques. À Dresde, Ida Silfverberg copie des tableaux d'artistes italiens et néerlandais de la collection de la Gemäldegalerie Alte Meister et reçoit les conseils du peintre Bernhard Reinhold (de). En 1860, elle remporte le deuxième prix Ducat pour la promotion des jeunes artistes puis le premier prix en 1862 pour sa peinture Äiti paranevan lapsensa vuoteen äärellä peinte à Dresde et achetée par l'Association des arts de Finlande.

Copies réalisées à Dresde
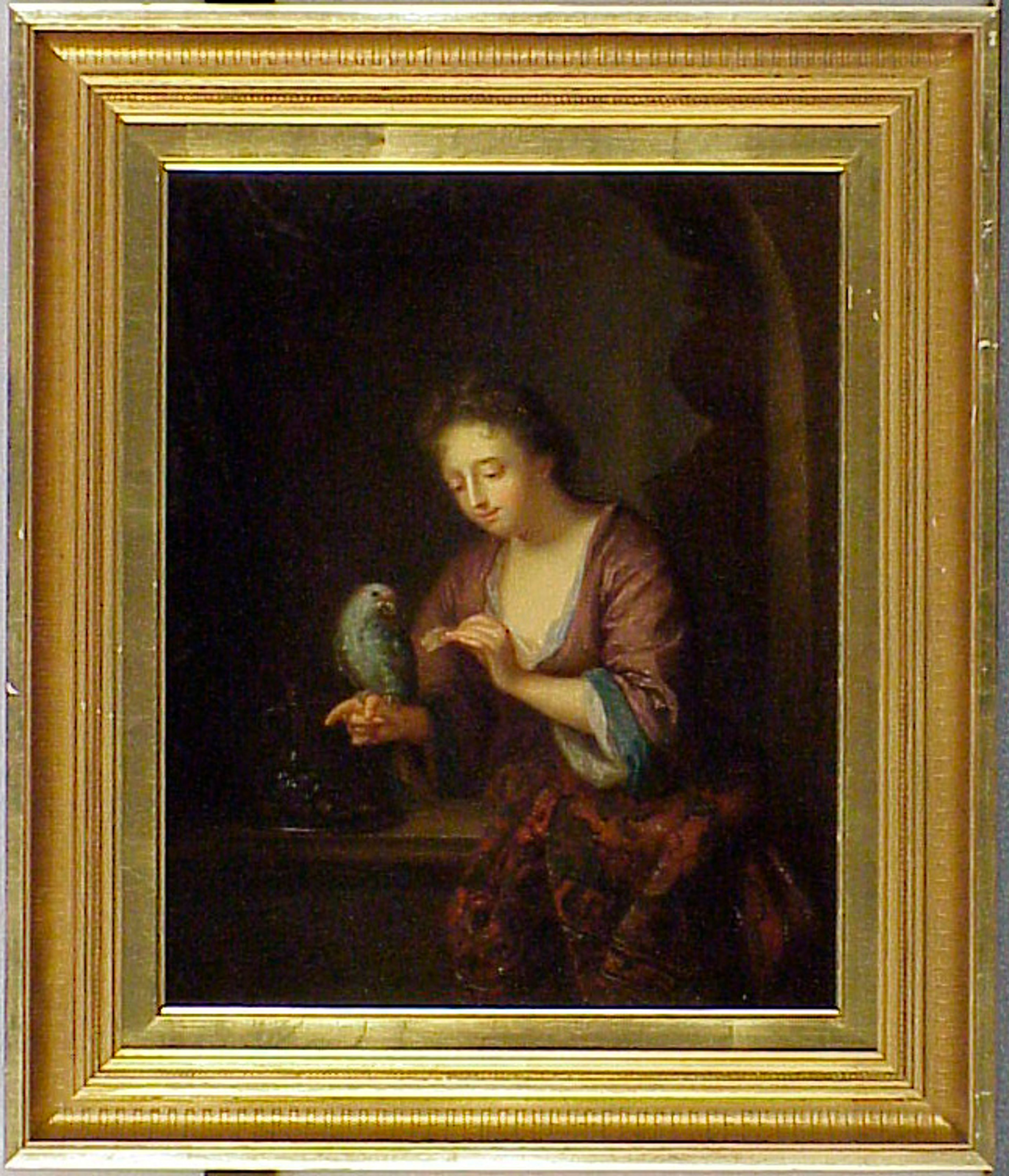
Femme nourrissant un perroquet (d'après Arnold Boonen), 1859-1861, Finlande, musée d'art Ateneum[6],[7].
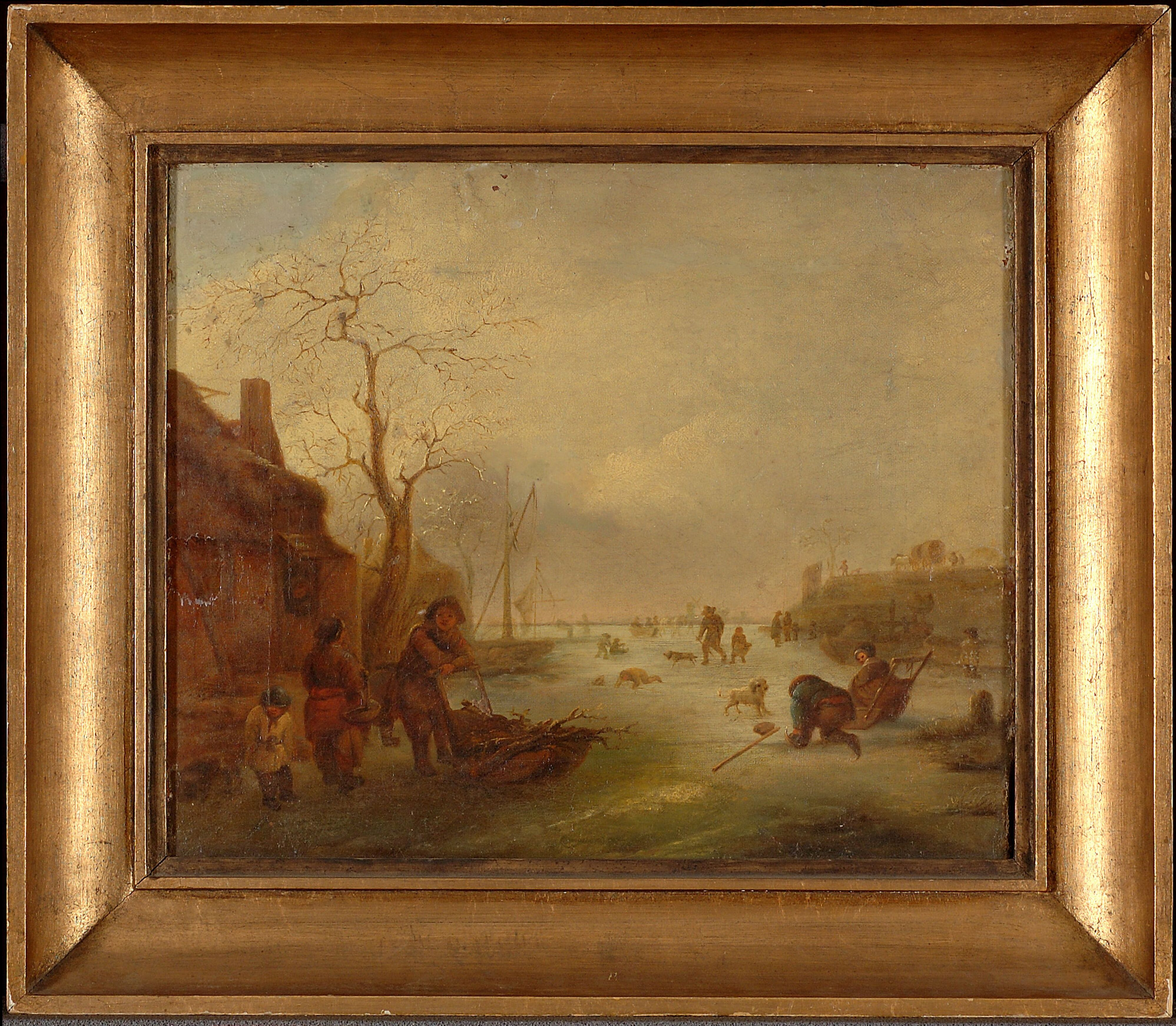
Patineurs aux Pays-Bas (d'après Isaac van Ostade), acheté en 1863, Finlande, musée d'art Ateneum[8].
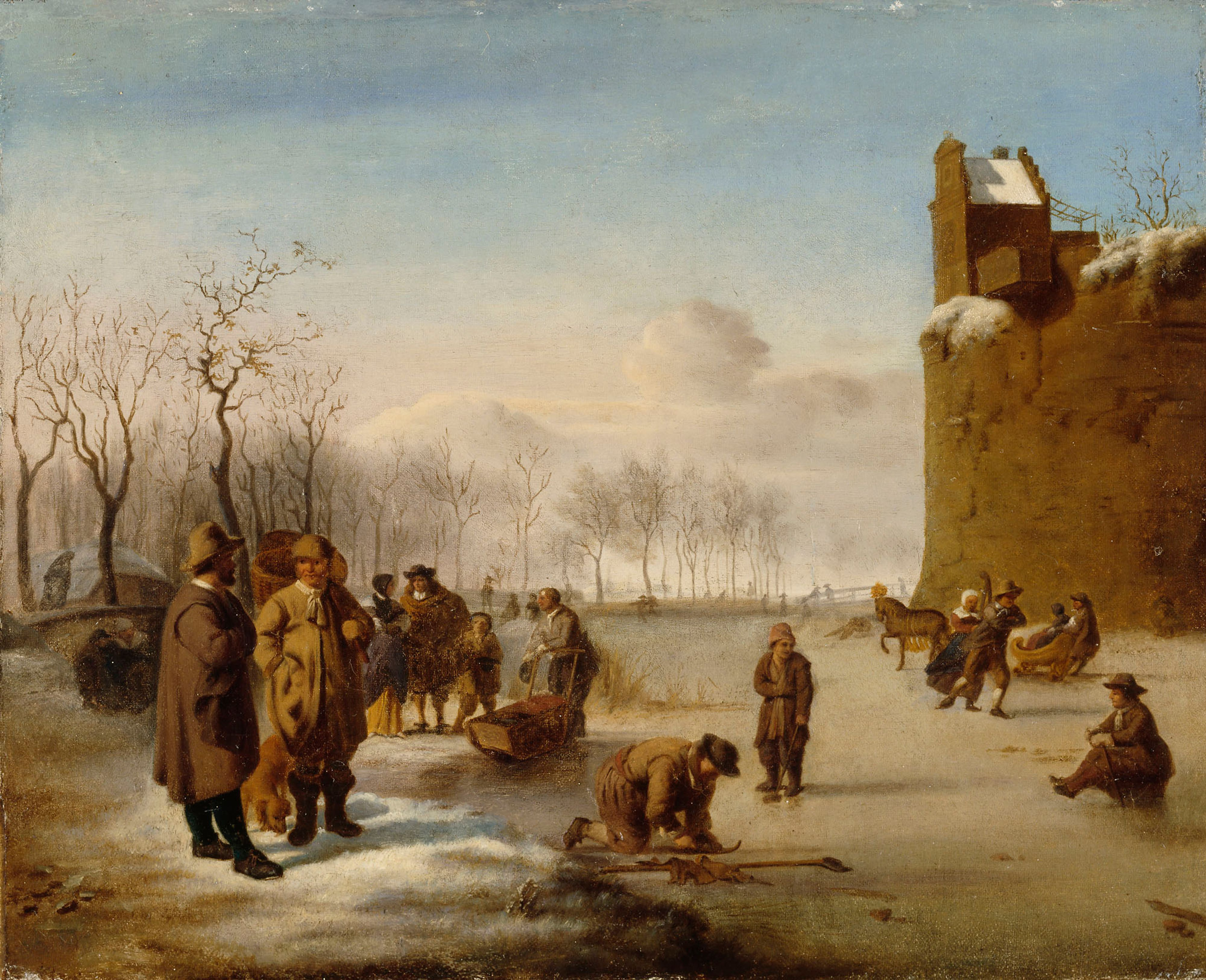
Patineurs (d'après Adriaen van de Velde), 1863-1864, Finlande, musée d'art Ateneum[9].
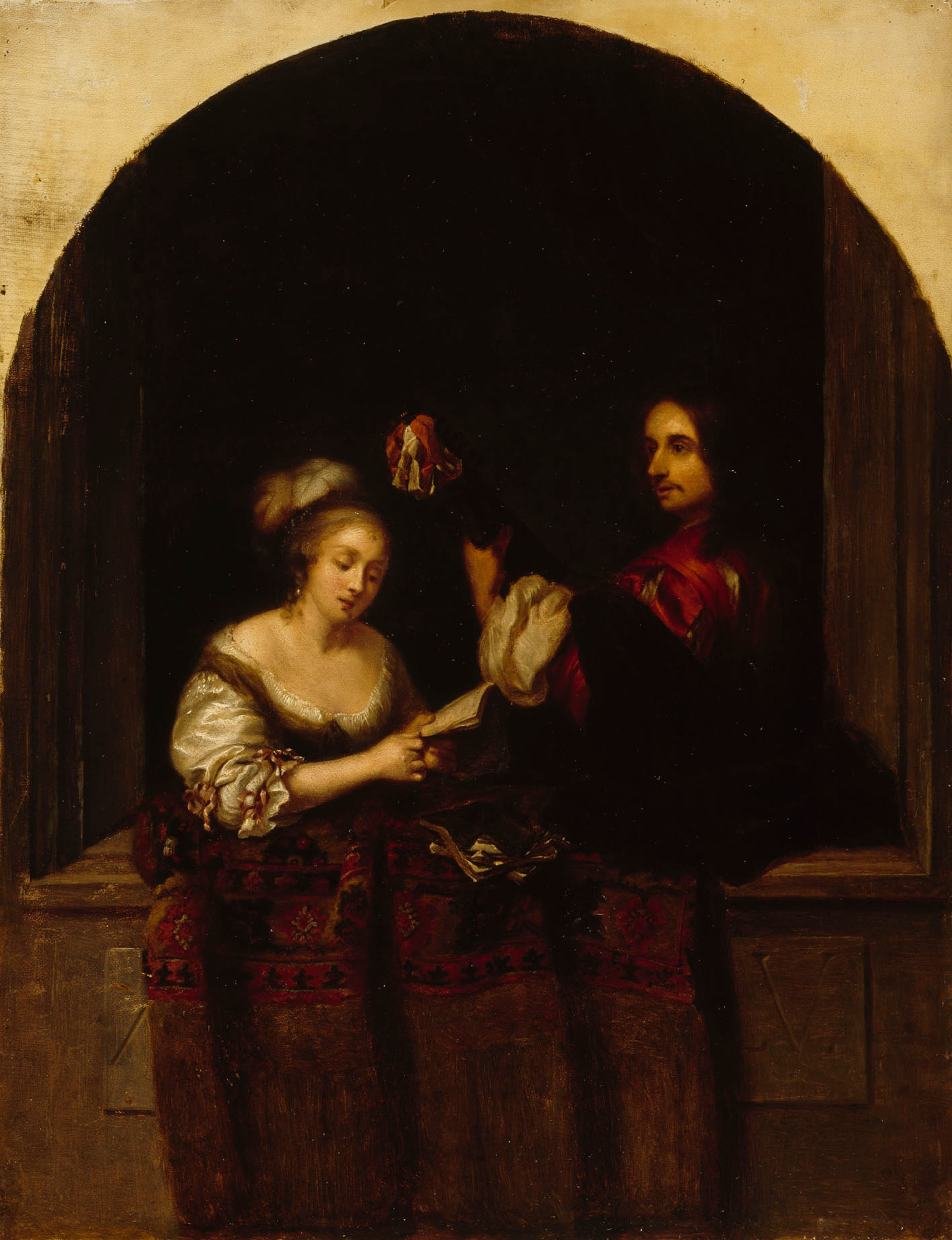
Laulava nainen ja kitaraa soittava herra (d'après Caspar Netscher), 1860-1862, Finlande, musée d'art Ateneum[10],[11].
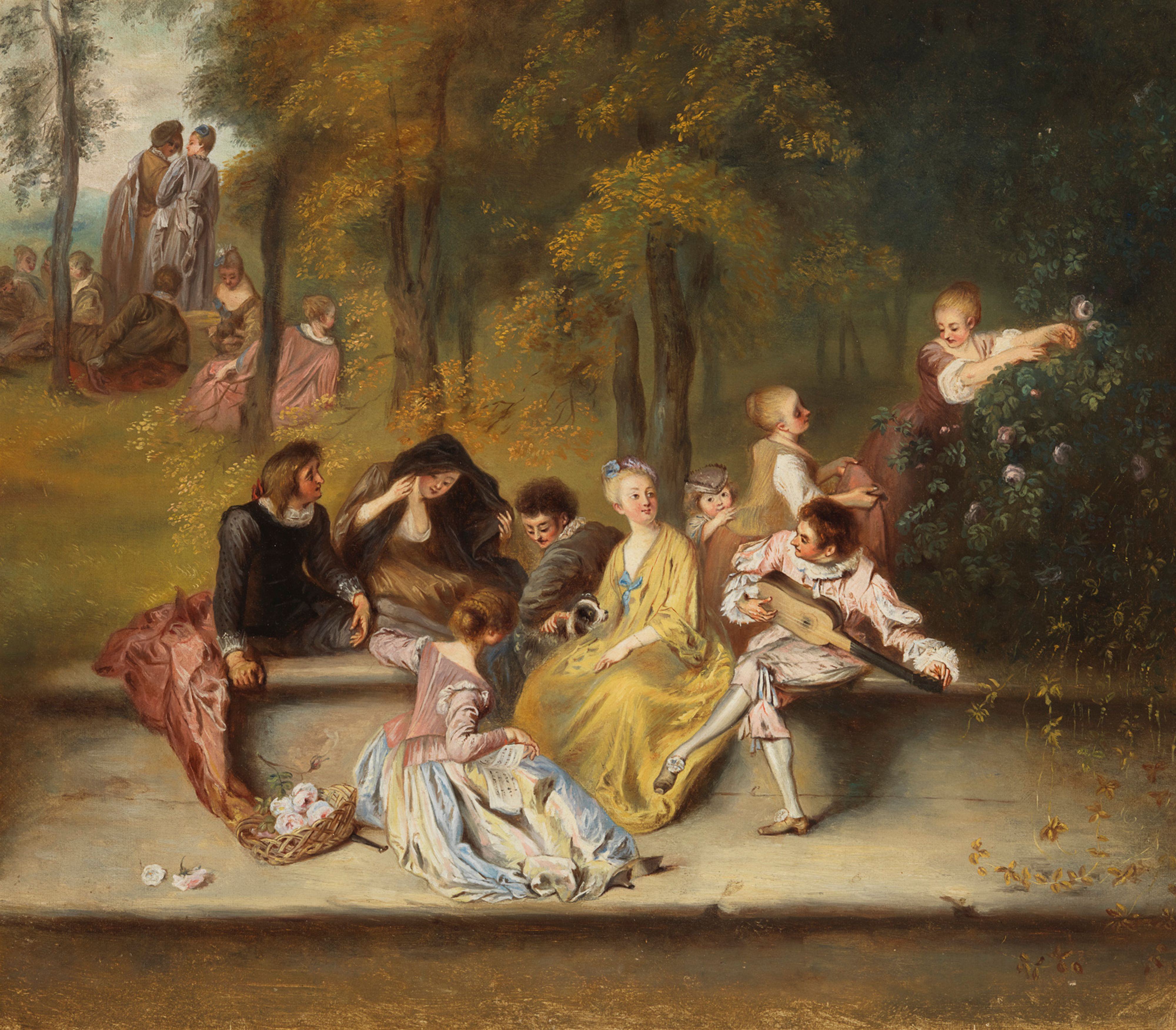
Réunion en plein air (d'après Watteau), 1865-1867, Finlande, musée d'art Ateneum[11],[10].

### À Paris
En 1866, Ida Silfverberg part étudier à Paris dans l'atelier pour femmes de Charles Chaplin,. Elle est alors parmi les premières femmes artistes finlandaises à se rendre à Paris à un moment où la capitale française est un lieu important pour les artistes finlandais, notamment dans les années 1880 où Paris détrône l'Allemagne comme centre artistique pour les artistes étrangers,. Parmi ces artistes finlandais célèbres qui étudient à Paris, on compte Albert Edelfelt, Akseli Gallen-Kalela ou encore Emil Wikström. Là, elle se sensibilise au réalisme français et on peut percevoir cette influence dans son Autoportrait de 1868. 
À la fin de sa vie, Ida Silfverberg part pour l'Italie en raison de sa maladie pulmonaire. 

Son tableau femme apprenant à un enfant à lire a été achetée par le musée d'art Serlachius comme étant une œuvre de Pehr Hilleström et sa véritable signature n'a été découverte que récemment après que la signature falsifiée de Hilleström a été jugée frauduleuse. 

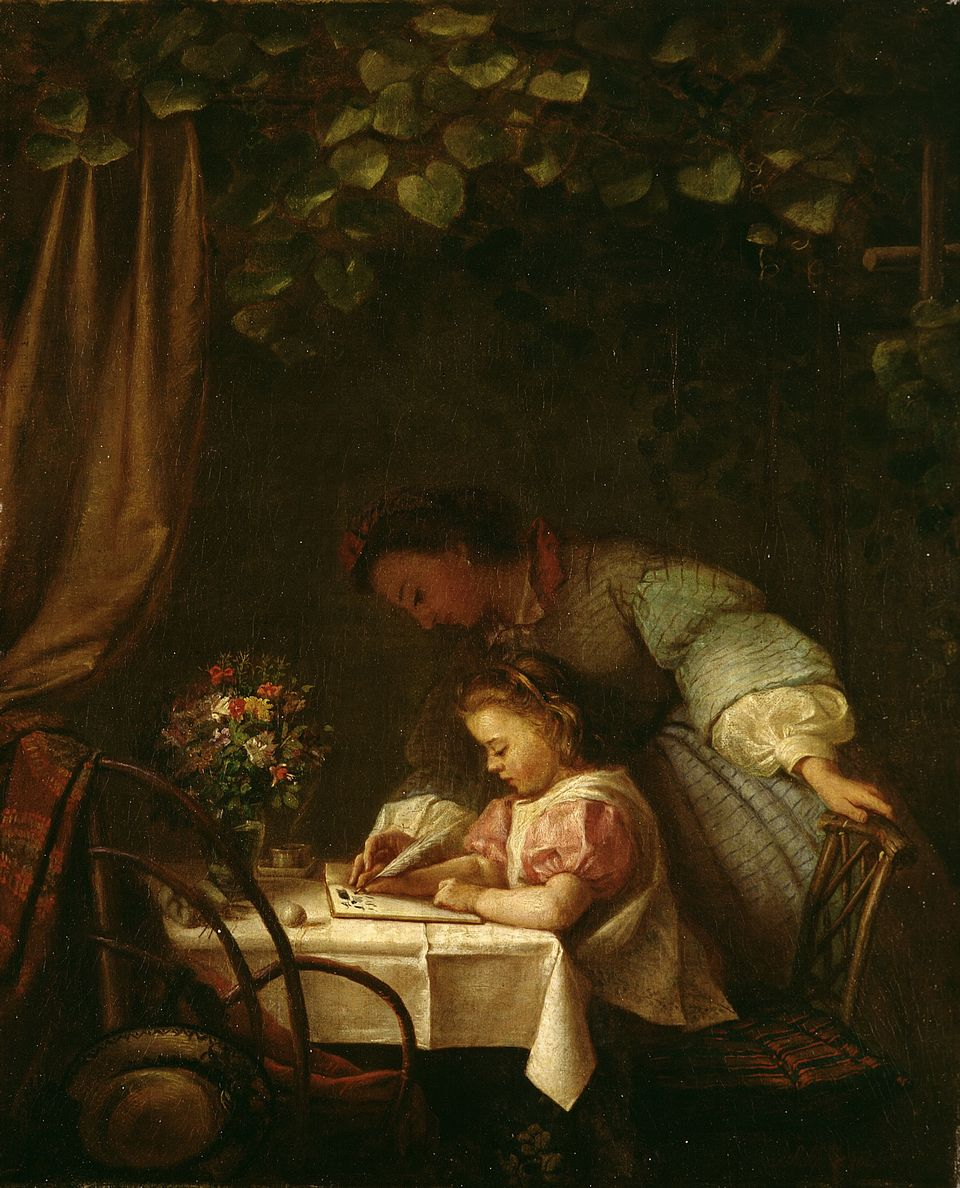
Femme apprenant à un enfant à lire

 Ida Silfverberg est décédé à Florence le 20 décembre 1899.  